# Tolmatchev (volcan)
Pour les articles homonymes, voir Tolmatchev.
Le Tolmatchev est un volcan endormi du Kamtchatka en Russie, situé dans le raïon d'Oust-Bolcheretsk, sur le plateau de Tolmatchev Dol, à 1 415 m d'altitude.
Sa dernière éruption remonte à 1400 av. J.-C..
Il a été nommé en l'honneur d'Innokenty Pavlovitch Tolmachev.